# Ruskin, Florida
Ruskin är en ort (CDP) i Hillsborough County, i delstaten Florida, USA. Enligt United States Census Bureau har orten en folkmängd på 17 208 invånare (2010) och en landarea på 46,7 km².